# Svart slavmyra
Svart slavmyra (Formica fusca) är en myrart som beskrevs av Carl von Linné 1758. Svart slavmyra ingår i släktet Formica och familjen myror. Arten är reproducerande i Sverige.

## Underarter
Arten delas in i följande underarter:
- F. f. alpicola
- F. f. fusca
- F. f. fuscolemani
- F. f. hyrcana
- F. f. maura
- F. f. tombeuri

## Bildgalleri

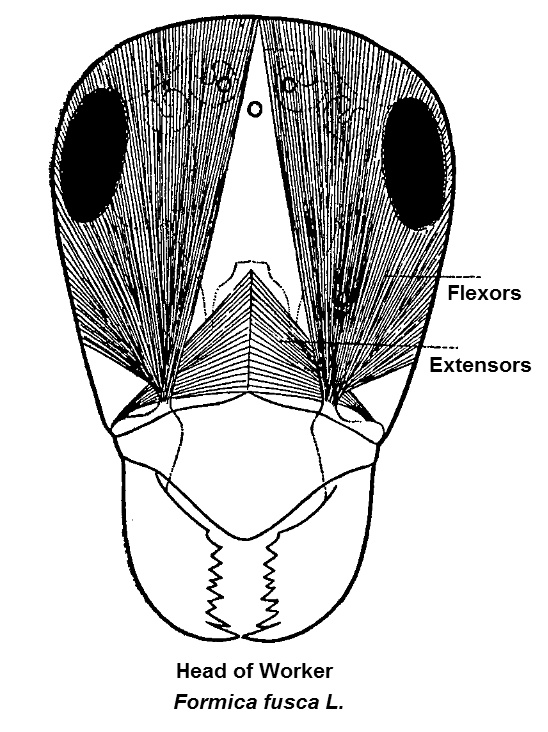
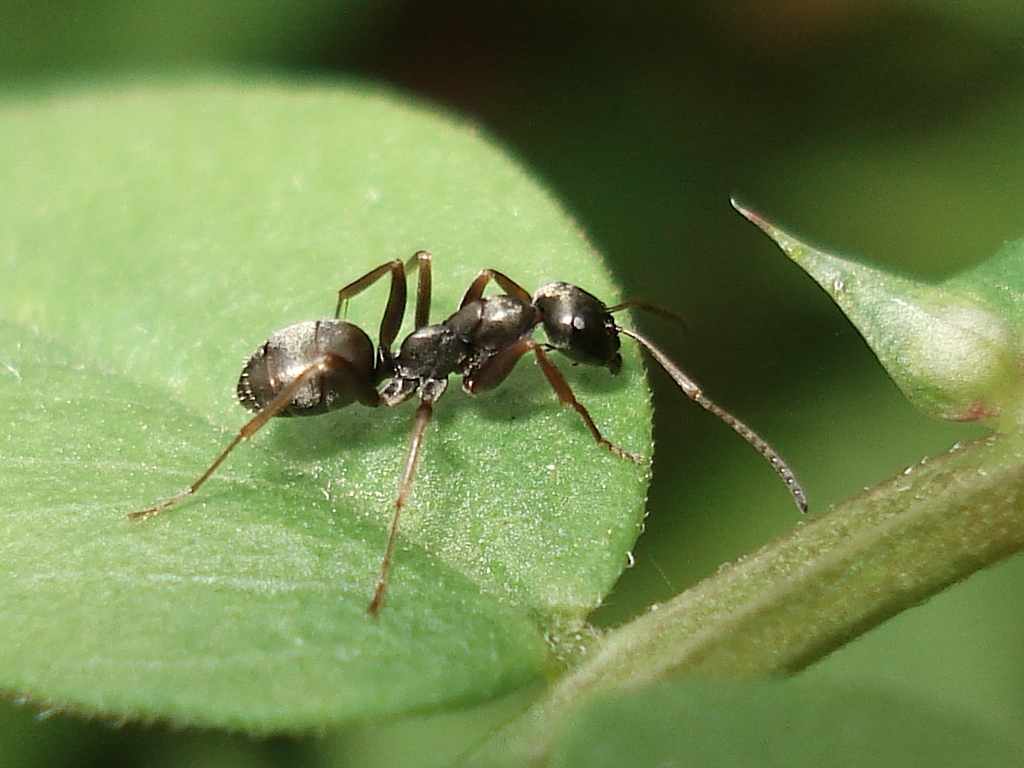
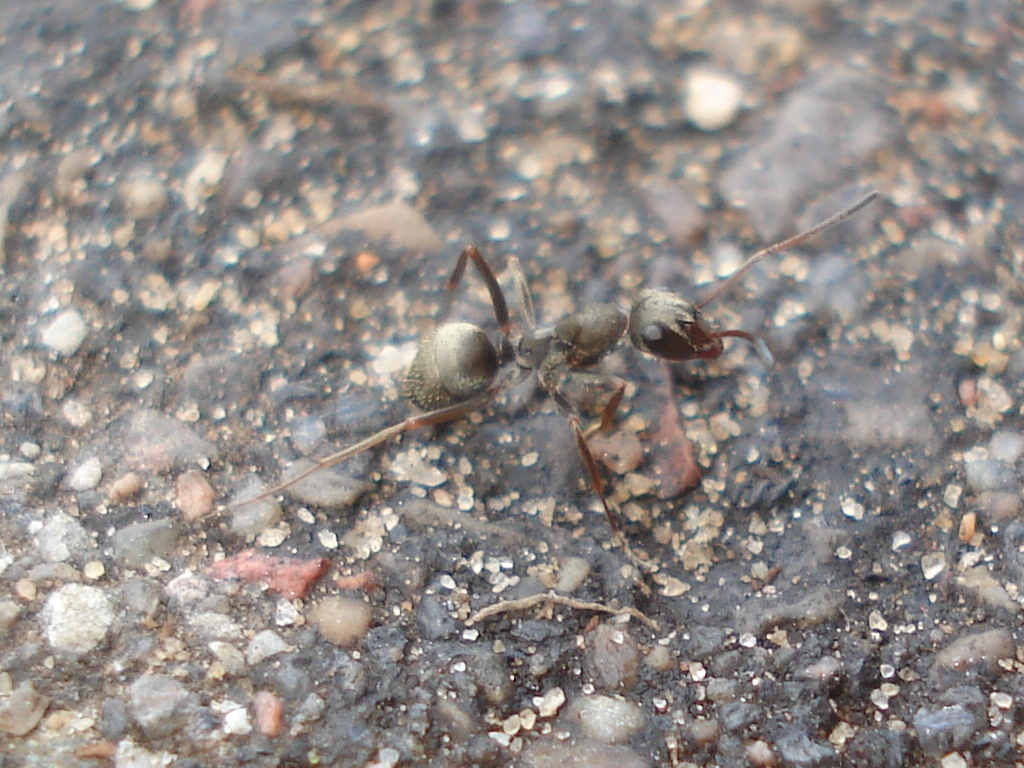
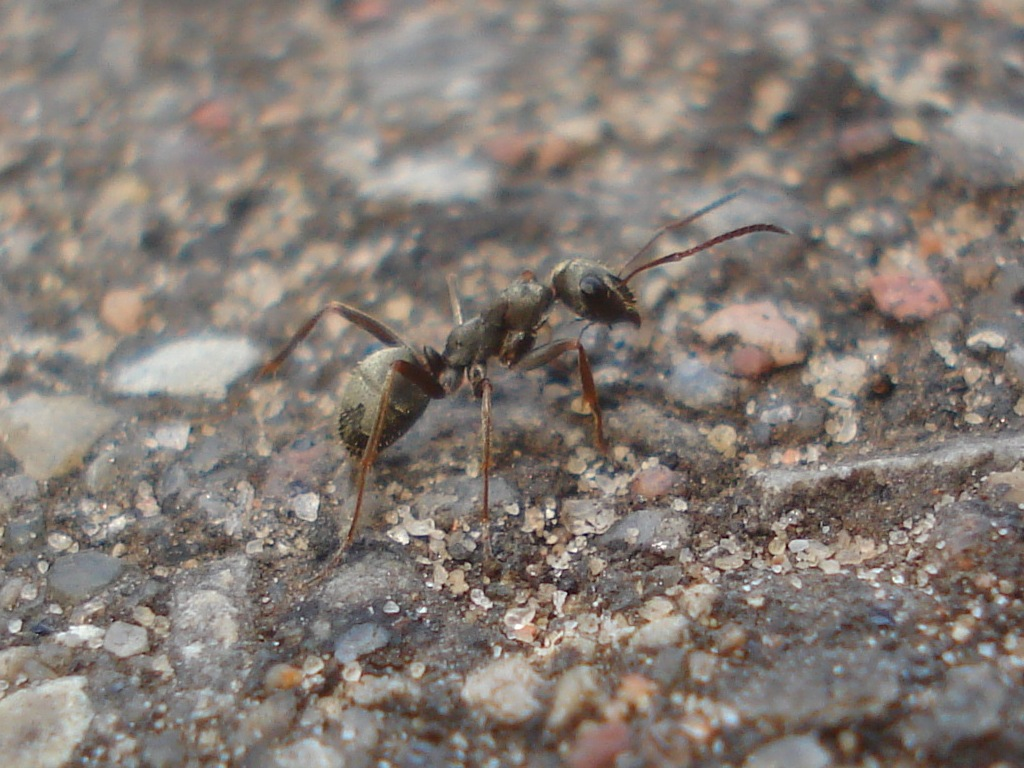
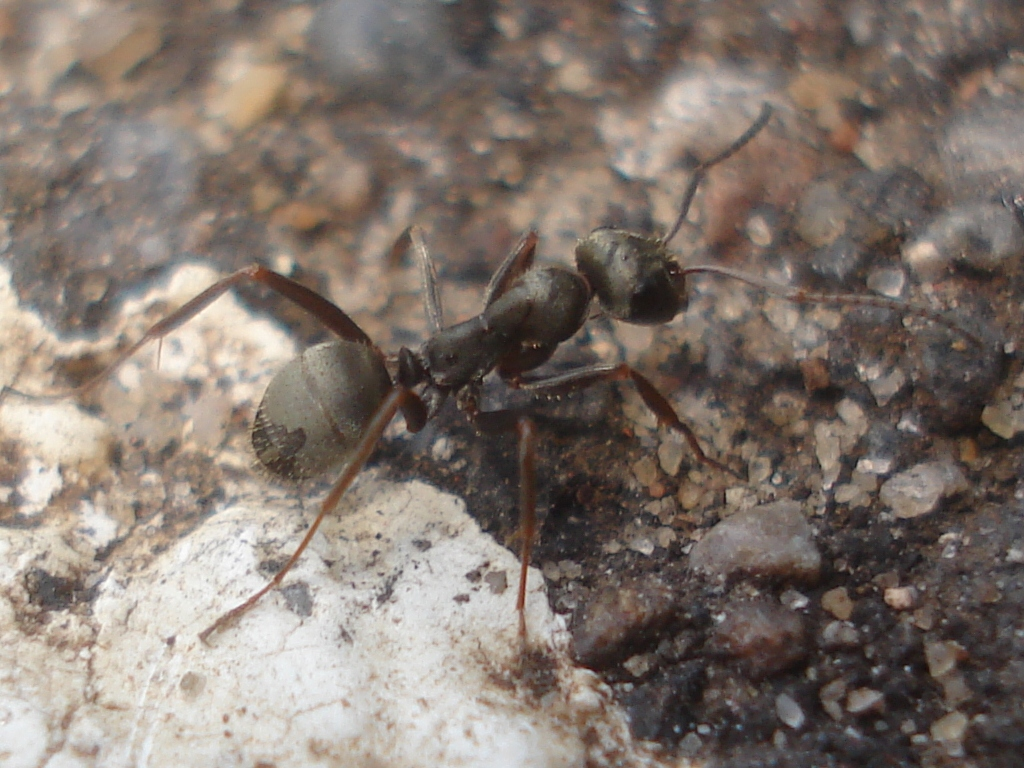
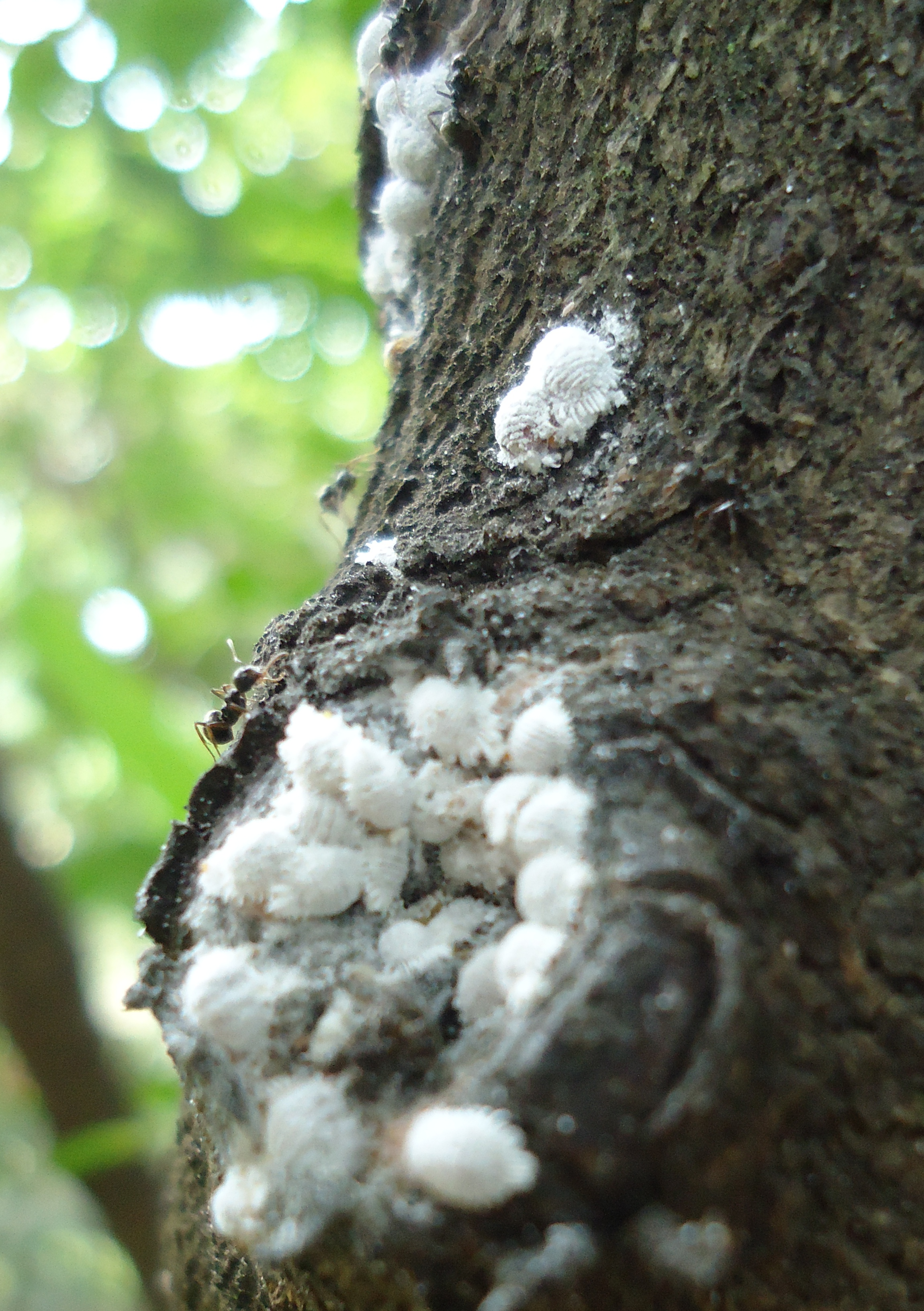